# Robert Templeton
Pour les articles homonymes, voir Templeton.
Ne doit pas être confondu avec Bobby Templeton.

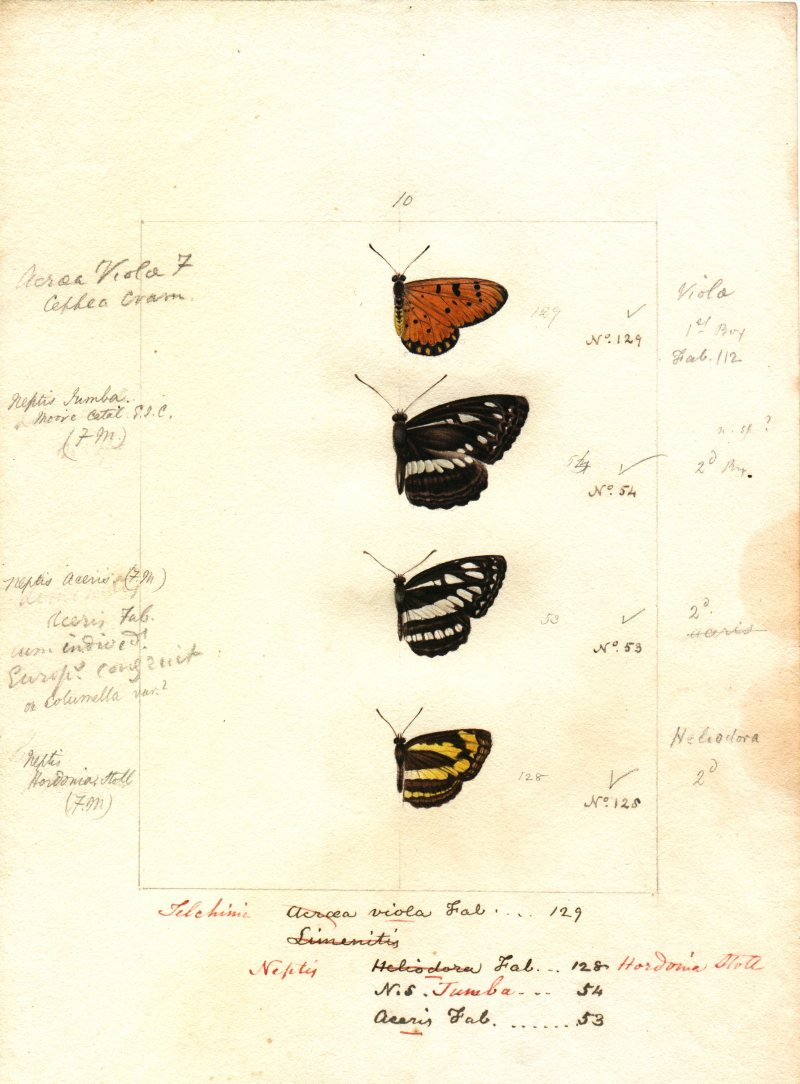

Robert Templeton est un naturaliste et un entomologiste irlandais, né en 1802 à Cranmore près de Belfast et mort en 1892.

## Sa vie
Il est le fils du botaniste John Templeton (1766-1825). Il fait ses études au Belfast Academical Institution dont la création doit en partie à son père. En 1821, il part pour Édimbourg où il étudie la médecine et pratique, après l’obtention de son diplôme à l’hôpital de l’université. Le 6 mai 1833, il est commissionné chirurgien-assistant dans un régiment d’artillerie stationné d’abord à Woolwich près de Londres.
En 1834, Templeton part à l’île Maurice et en 1835, à Rio de Janeiro et à Recife. De Rio, il s’embarque pour Colombo à Ceylan via le Cap de Bonne-Espérance. Il devient, cette année-là membre correspondant de la Zoological Society of London. Après un bref séjour à Ceylan, il part pour Malte en 1836. Plus tard, la même année, il part à Corfou et en Albanie. Durant toutes ses haltes, il collecte des insectes et d’autres invertébrés. En 1839, il devient membre correspondant de la Entomological Society of London.
Suit alors une période de douze ans où il est stationné à Ceylan (1839-1851). en 1847, Templeton est promu chirurgien. Il rappelé de Ceylan en 1852 et sert durant la terrible guerre de Crimée de mars 1854 à 1856. Le 7 décembre 1855, il est promu chirurgien-major. Il se retire de l’armée le 31 janvier 1860 avec le grade d’inspecteur général des hôpitaux.

## Ses travaux sur les thysanoures
Templeton s’intéresse particulièrement aux thysanoures et sa première publication entomologique concerne ses insectes. Thysanurae hibernicae paraît dans le premier volume des Transactions of the Entomological Society of London de 1836 et constitue la première publication en langue anglaise significative sur ce groupe. Dans ce travail, préfacé par John Obadiah Westwood (1805-1893), il décrit deux nouveaux genres et deux nouvelles espèces et est illustré par deux planches montrant les animaux ainsi que des détails anatomiques. Sir John Lubbock (1834-1913) honorera ce travail pionnier en lui dédiant un genre de thysanoure : Templetonia.

## Ses travaux sur les araignées
La plupart de ses travaux les plus anciens concernent les araignées. Ses observations sur les araignées irlandaises sont utilisées par John Blackwall (1790-1881) dans ses propres publications.

## Ses travaux sur les insectes et les arthropodes de Ceylan
À Ceylan, Templeton travaille principalement sur les lépidoptères, les coléoptères et les hyménoptères aux côtés d’Edgar Leopold Layard (1824-1900). Les nouvelles espèces de papillon découvertes par Templeton et Layard sont décrites par Frederic Moore (1830-1907), Francis Walker (1809-1874) et George Robert Gray (1808-1872). Les nouvelles de coléoptères sont décrites par Joseph Sugar Baly (1816-1890), F. Walker, John Obadiah Westwood (1805-1893) et Francis Polkinghorne Pascoe (1813-1893). L’essentiel des descriptions de coléoptères et toutes celles concernant les hyménoptères ainsi que les autres insectes sont décrites par Francis Walker. On estime que Templeton et Layard ont découvert 932 nouvelles espèces de papillons. Leurs collections sont actuellement conservées par plusieurs institutions comme le muséum national d'Irlande, l'Entomological Society of London et le British Museum, ses peintures étant conservées par le Muséum d'Ulster à Belfast.

## Ses autres travaux
Il récolte des spécimens d’espèces nouvelles de mollusques, d’annélides, d’oiseaux. Les cinq nouvelles espèces d’oiseaux qu’il découvre sont décrites par Edward Blyth (1810-1873). Les autres vertébrés qu’il découvre, amphibiens, reptiles et poissons, sont principalement décrits par George Robert Waterhouse (1810-1888) et par E. Layard.

## Robert Templeton, botaniste?
Robert Templeton est l'auteur d'une révision taxinomique, non valide à l'heure actuelle, concernant une algue. Dans le numéro 9 du magazine Natural History datant de 1836, il propose en effet le nom de Nullipora lichenoides pour l'espèce nommée de nos jours, Mesophyllum lichenoides (J.Ellis) Me.Lemoine. Cette maigre contribution à la phycologie fait malgré tout de lui une autorité taxinomique, il a donc une abréviation botanique standard, « R.Templeton », jamais utilisée en pratique. De fait, il est toujours désigné par son simple nom, Templeton...

## Publications
- 1833 Figures and descriptions of Irish Arachnida and Acari. Unpublished Ms. Hope Department of Entomology Library. University of Oxford.
- 1833a.  On the spiders of the genus Dysdera Latr. with the descriptions of a new allied genus. Zool. J.  5: 400 -406, pl. 17.
- 1834.  (as C. M. ) An illustration of the structure of some of the organs of a spider, deemed the type of a new genus and proposal to be called Trichopus libratus. Mag. Nat. Hist.  7: 10 13.
- 1834a. (as C. M. ) Illustrations of some species of British animals which are not generallv known or have hitherto not been described.  Mag. Nat. Hist. 3: 129 131.
- 1836.  Catalogue of Irish Crustaca, Myriapoda and Arachnoida, selected from the papers of the late John Templeton Esq. Mag. Nat. Hist. . 9: 9-14,
- 1936a. A catalogue of the species annulose animals and of rayed ones found in Ireland as selected from the papers of the late J Templeton Esq. of' Cranmore with localities, descriptions and illustrations. Mag. Nat. Hist. . 9: 233- 240; 301 305; 417-421; 466 -472.
- 1836b. Thysanurae Hibernicae or descriptions of such species of spring-tailed insects (Podura and Lepisma Linn. ) as have been observed in Ireland. Trans. Ent. Soc. Lond.  1: 89-98, pls. 11, 12.
- 1836c. Descriptions of some undescribed exotic Crustacea. Trans. Ent. Soc. Lond.  1: 185 198, pls. 20, 21, 22.
- 1836d. Description of a new hemipterous insect from the Atlantic Ocean. Trans. Ent. Soc. Lond. . 1: 230-232, pl. 22.
- 1837.  Irish vertebrate animals selected from the papers of the late. John Templeton Esq. ,Mag. Nat. Hist . 1: (n. s. ): 403-413 403 -413.
- 1837a. Description of a new Irish crustaceous animal. Trans. Ent. Soc. Lond.  2 : 34-40, pl. 5.
- 1838.  Descriptions of a few vertebrate animals obtained at the Isle of France Proc. Zool. Soc.
- 1838: 111-112; Trans. Zool. Soc. Lond. 2 : 25-30, pl. 5.
- 1838a. Description of a new Irish crustaceous animal. Trans. Ent. Soc. Lond. Trans. Ent.  Soc. Lond. 2 : 114-120, pl. 12.
- 1840. Description of a minute crustaceous animal from the island of Mauritius. Trans. Ent. Soc. Lond.  2 : 203-206, pl. 18.
- 1841.  Description of a new strepsipterous insect. Trans. Ent. Soc. Lond. 3: 51-56, pl. 4.
- 1841a. Positions in Ceylon. Geogr. Soc. Journ.  1841 10: 579-580.
- 1843.  Memoir on the genus Ccrtnalia?? and some other exotic Annulosa. Trans. Ent Soc. Lond 3: 302-309, pls. 16, 17.
- 1844.  Description of Cercopithecus pileautus Proc. Zoo. Soc. Lond.   1844: 89. Froriep. ? Notizen 1845 34 : 181 183.
- 1844a. On some varieties of the monkeys of Ceylon, Cercopithecus pileatus and Loris gracilis. Proc. Zoo. Soc. Lond.  1844 : 3; Ann. Mag. Nat. Hist. 1844 14: 362.
- 1844b. Communication, accompanied with drawings of Semnopithecus leucoprymnus nestor Benn. Proc. Zool. Soc.  1844 : 1.
- 1847. Description of sonic species of the 1epidopterous genus Oiketicus from Ceylon. Trans. Ent. Soc. Lond.  5 : 30-40.
- 1847a. Notes upon Ceyloncse Lepidoptera. Trans. Ent. Soc. Lond.  5 : 44-45.
- 1851.  Description of 'a new species of Sorex frorn India. Proc. Zool. Soc. Lond.  1851 21 : 106 ; 1855? Ann. Nat. Hist.  15: 238-239. 1858.  On a new species of Vaginula from Ceylon. Ann. Mag. Nat. Hist.  1: 49-50, plate 18 - Acetate of Strychnine useful to entomologists. 18-  List of Thysanura, Myriapoda, Scorpionidae, Cheliferidae and Phrynidae of Ceylon.   Author, Colombo.

## Source
- Traduction simplifiée de l'article de langue anglaise de Wikipédia (version du 20 janvier 2006).